# 壯壯
壯壯（英語：Zhuang Zhuang，1991年8月12日—），是啦啦隊員及應援團團長。

## 生平
本名沈立心（英語：Shen Li-Xin)。從國光幫出道。2013年-2016年從兄弟象到中信兄弟時期橫跨兩大時期，擔任過啦啦隊Passion Sisters隊長。2017年至韓國出席世界棒球經典賽。目前擔任主持網路節目東森新聞東森愛玩車節目的主持人、爪TV中信兄弟主場賽事主播，並活躍於各大電視、網路節目並主持多樣活動。2021年加盟台灣中華職棒樂天桃猿擔任應援團團長，為中華職棒首位女性應援團團長之一。

## 啦啦隊經歷

### 棒球之啦啦隊
| 年份                  | 隊伍名稱               | 備註                                             |
| 2013                  | 象Young女孩            | 中華職棒兄弟象啦啦隊                             |
| 2014－2016 2018－2020 | Passion Sisters        | 中華職棒中信兄弟啦啦隊                           |
| 2021－                | 中華職棒樂天桃猿應援團 | 擔任應援團團長，為中華職棒首位女性應援團團長之一 |

### 籃球之啦啦隊
| 年份  | 隊伍名稱     | 備註                                   |
| 2021- | Formosa Sexy | P. LEAGUE+福爾摩沙台新夢想家專屬啦啦隊 |

### 足球之啦啦隊
| 年份   | 隊伍名稱       | 備註                           |
| 2024－ | 水原足球俱樂部 | 台灣第一位至韓國發展的啦啦隊員 |

## 作品

### 節目主持
| 年份   | 節目名稱   | 播出頻道   | 主持人                               |
| 2013年 | 國光幫幫忙 | 三立電視台 | 孫鵬、屈中恆、庹宗康、壯壯(助理主持) |

### 網路節目主持
| 年份        | 節目名稱   | 播出頻道       | 主持人       |
| 2017-2018年 | 東森動吃動 | 東森新聞       | 壯壯         |
| 2018-2019年 | 爪TV       | 麥卡貝網路電視 | 壯壯         |
| 2018-2019年 | 玩車最原創 | 東森愛玩車     | 廖怡塵、壯壯 |

### 大型活動主持
- 2016年 《中信盃全國少棒賽主播》
- 2016年 《中華職棒全明星賽主持人》
- 2018年 《台北市五分埔街舞衣術節》
- 2018年 《新聞盃籃球錦標賽開球嘉賓》
- 2018年 《三星一日店長Galaxy S9活動》
- 2018年 《棒球嘉年華活動》
- 2019年 《小可樂果為愛發聲感恩音樂會》
- 2019年 《世界棒球12強賽 轉播賽事主持人》
- 2019年 《台積電尾牙主持》
- 《東森新聞體育節》
- 《納智捷 新車開發日誌》
- 《中華職棒明星對抗賽》
- 《Passion Sisters 4.0選秀》
- 《鈊象電子遊戲記者會》
- 《台韓交流協會》

### 音樂專輯
| 年份 | 歌手 | 歌曲               | 備註                           |
| 2017 | 壯壯 | 勇Stronger         | 2017世界棒球經典賽中華隊應援曲 |
| 2022 | 壯壯 | 還有我Got you baby | 《壯見蜜桃》寫真單曲           |

### 演唱
- 2018年 Luxgen新車大展跨年演唱
- 2018年 裕隆集團新年迎春聯歡晚會演唱
- 2018年 八德3C封街直播電競活動演唱

### 代言 形象大使
| 年份   | 名稱                     | 備註     |
| 2016年 | 黑松汽水C&C品牌大使      | 形象大使 |
| 2016年 | 中華電信                 | 形象大使 |
| 2018年 | 體育署-騎動台灣 萬眾Bike | 代言     |

### 廣告
- 《大正百寶能》
- 《松真素食》
- 《電玩「狂暴之翼」》
- 《全家便利商店》
- 2018年 《亞太電信》
- 2018年 《健達繽紛樂》
- 2018年 《全聯-集點活動》
- 2020年 《魔術靈》

### 戲劇
- 2019 愛奇藝網路電影 《極致的愛》

### MV
- 2023 韓菲《社交廢物》

## 軼事
其自述藝名取為「壯壯」，是較為男性化的名稱，原因是她原先重達70公斤，一餐可吃80顆水餃、3杯可樂及兩個炸雞跟漢堡，才取此名。
2010年，年僅19歲的她遇上嚴重車禍，因右膝粉碎性骨折而差點放棄舞蹈。

## 開球紀錄
| 年份 | 國家/地區 | 球隊                   | 備註 |
| 2023 | 美国      | 美國職棒洛杉磯天使隊   |      |
| 2023 | 美国      | 美國職棒奧克蘭運動家隊 |      |

## 備註
1. 1 2  同年尚有同隊另一位女團長Rina、宋城希